# Оса-М
М-4 „Оса-М“ (Индекс ГРАУ – 4К33, според класификацията на НАТО SA-N-4 Gecko (Гекон)) е съветски/руски автоматизиран военен корабен двурелсов зенитно-ракетен комплекс, морски вариант на ЗРК Оса. Проектиран според общи тактико-технически изисквания и без съществени разлики в конструкцията. ЗРК „Оса-М“ е напълно унифициран с войсковия комплекс „Оса“ по ракетата 9М33 и на 70% по системите за управление, но има готови за пуск само две ЗУР, против четири (а по-късно – шест) в сухопътната версия.
Комплексът „Оса-М“ и неговите модификации може да се поставя на кораби с водоизместимост от 500 тона и нагоре. Влиза в състава на въоръжението на ГПК от проекта 1134Б, СКР от проектите 1135, 1135 – 1, 1139, авионосните крайцери проект 1143, атомните крайцери от проекта 1144 (тип „Орлан“), крайцерите от проекта 1164 (тип „Атлант“), ГДК проект 1174, МРК проект 1234, МПК от проекта 1124, леките крайцери от проектите 68-У1 („Жданов“) и 68-У2 („Сенявин“).

## Модификации
- Оса-М – базов вариант на корабния комплекс. Приет на въоръжение през 1971 г., едновременно с войсковия ЗРК „Оса“.
- Оса-МА – модификация на Оса-М, създадена през 1975 г. и изпробвана на малкия противолодъчен кораб от пр. 1124 (МПК-147) в Черно море. Комплексът е приет на въоръжение през 1979 г. Неговите характеристики осигуряват поражение на нисколетящи цели на височина 25 – 60 м над нивото на морето.
- Оса-МА-2 – модификация на Оса-МА създадена в първата половина на 1980-те години и явяваща се последващо развитие на този комплекс. Оса-МА-2 има повишена ефективност на стрелбата по нисколетящи ПКР и осигурява тяхното поражение на височина 5 метра над гребена на вълната.

## ТТХ
- Ракета – 9М33 едностепенна твърдогоривна.
- Маса на ракетата – 128 кг.
- Дължина на ракетата – 3158 мм.
- Диаметър на корпуса – 206 мм.
- Размах на крилата на ракетата – 650 мм.
- Минимална височина на целта – 5 м.
- Далечина на действие – 15 км.
- Досегаемост по височина до 3,5 – 4 км.
- Скорост на полета – 500 м/с.
- Скорострелност – 2 изстрела в минута.
- Време за презареждане на пусковата установка – 16 – 21 с
- Тегло на пусковата установка без боекомплекта – 6850 кг.